# 이종국 (1875년)
이종국(李鍾國, 1875년 1월 10일 ~ 1927년 7월 5일)은 대한제국과 일제강점기의 관료로, 본적은 경상북도 대구부 동상면이다.

## 생애
1895년 10월 4일 경성부 주사로 임명되었으며 1896년 11월 11일부터 1897년 6월 15일까지 함경북도 관찰부 주사를 역임했다. 1899년 8월 18일 홍문관 시독으로 임명되었고 1902년 6월 11일부터 7월 13일까지 대한제국 중추원 의관을 역임했다.
1906년 5월 18일부터 7월 12일까지 홍문관 시강을 역임했고 1906년 8월 2일부터 1907년 10월 8일까지 충청남도 연산군수를 역임했다. 1908년 11월 23일 경상북도 신녕군수로 임명되었으며 1909년 11월 4일 신녕군이등박문추도회를 개최했다. 그는 추도회에 참석한 자리에서 이토 히로부미를 세계의 영웅이자 한국의 은인이라고 찬양했고 황응두, 박상기 등에게 도일사죄단(渡日謝罪團) 설립을 권유했다. 1910년 3월 17일 경상북도 선산군수로 임명되었고 1910년 10월 1일 조선총독부 경상북도 선산군수로 임명되었다.
1911년부터 1918년까지 경상북도 김산군수(김천군수, 1911년 6월 17일 임명)와 경상북도 청도군수(1913년 7월 2일 임명), 경상북도 영일군수(1914년 9월 25일 임명), 경상북도 달성군수(1918년 7월 1일 임명)를 차례로 역임했으며 1912년 8월 1일 일본 정부로부터 한국병합기념장을 받았다. 1915년 8월 20일부터 1917년까지 경상북도 지방토지조사위원회 임시위원을 역임했으며 1915년 11월 10일 일본 정부로부터 다이쇼 대례 기념장을 받았다.
1919년 4월 6일 대구자제단 발기인으로 참여는 한편 대구자제단의 설립 취지를 설명했다. 1920년 9월 2일에는 대한민국 임시정부가 파견한 비밀단원의 공격을 받기도 했다. 1921년 2월 12일 조선총독부 사무관으로 임명되었고 민정시찰 사무관과 식산국 사무관, 조선정보위원회 위원을 역임했다.
1922년 1월 31일 일본 정부로부터 훈6등 서보장을 받았고 1924년 12월 1일 함경남도 참여관으로 임명되었다. 1925년부터 1926년까지 조선총독부 문관보통징계위원회 및 보통시험위원회 함경남도 위원을 역임했으며 1926년 4월 26일 일본 정부로부터 훈5등 서보장을 받았다. 1926년 9월 6일부터 1927년 7월 4일까지 조선총독부 평안남도 참여관을 역임했으며 도 참여관으로 재직 중이던 1927년 7월 5일 사망했다. 1927년 7월 6일 정5위와 고등관 2등, 종4위에 올랐고 일본 정부로부터 훈4등 서보장을 받았다.
친일파 708인 명단의 도 참여관 부문, 조선총독부 사무관 부문, 민족문제연구소의 친일인명사전 수록자 명단의 관료 부문, 친일반민족행위진상규명위원회가 발표한 친일반민족행위 705인 명단에 포함되었다.

## 참고 자료
- 친일반민족행위진상규명위원회 (2009). 〈이종국〉. 《친일반민족행위진상규명 보고서 Ⅳ-14》. 서울. 98~111쪽.